# Újpesti Torna Egylet
Il Újpesti Torna Egylet è stata una squadra di Pallanuoto dell'omonima polisportiva di Újpest.

## Storia
Il club viene fondato nel 1891, mentre la sezione di pallanuoto appare (insieme a quella di nuoto) nel 1911. Ha vinto tutti i campionati d'Ungheria svoltisi negli anni '30. Regolarmente campione anche nei decenni successivi, sono i suoi titoli e le coppe vinte nella prima metà degli anni '90 che lo hanno proiettato alla vittoria di una Coppa dei Campioni e di tre Coppe LEN. 
Afflitto dai problemi economici, nel 2011 rinuncia a partecipare a qualsiasi divisione del campionato ungherese di pallanuoto cessando così, dopo oltre un secolo di storia, le sue attività.

## Palmarès

### Club maschile
- Campionato ungherese: 26

1930, 1931, 1932, 1933, 1934, 1935, 1936, 1937, 1938, 1939, 1941, 1942, 1945, 1946, 1948, 1950, 1951, 1952, 1955, 1960, 1967, 1986, 1991, 1993, 1994, 1995
- Coppa d'Ungheria: 19

1929, 1931, 1932, 1933, 1934, 1935, 1936, 1938, 1939, 1944, 1948, 1951, 1952, 1955, 1960, 1963, 1975, 1991, 1993
- Coppa dei Campioni: 1

1994
- Coppe LEN: 3

1993, 1997, 1999
- Supercoppa LEN: 1

1994